# Cybersecurity and Infrastructure Security Agency
Pour les articles homonymes, voir CISA.
La Cybersecurity and Infrastructure Security Agency (CISA), en français l'Agence de cybersécurité et de sécurité des infrastructures, est une agence fédérale américaine sous la supervision du département de la Sécurité intérieure des États-Unis, créée le 16 novembre 2018 à la suite de la promulgation du Cybersecurity and Infrastructure Security Agency Act (en) de 2018,.
Son objectif est d'améliorer le niveau de sécurité informatique à tous les niveaux du gouvernement, de coordonner les programmes de cybersécurité avec les États et d'améliorer la protection du gouvernement contre les pirates informatiques agissant à titre privé ou pour le compte d'un pays. Ses activités s'inscrivent dans le prolongement du National Protection and Programs Directorate (en) (NPPD).
De 2018 à 2020, son directeur est Christopher Krebs (en), ancien sous-secrétaire du NPPD, épaulé par son adjoint Matthew Travis (en), ancien sous-secrétaire adjoint du NPPD,. Krebs est limogé le 17 novembre 2020 par Donald Trump après la diffusion d'un communiqué de l'agence contredisant les propos du président américain sur la fiabilité du système électoral pendant l'élection présidentielle.